# Joaquín Sabina

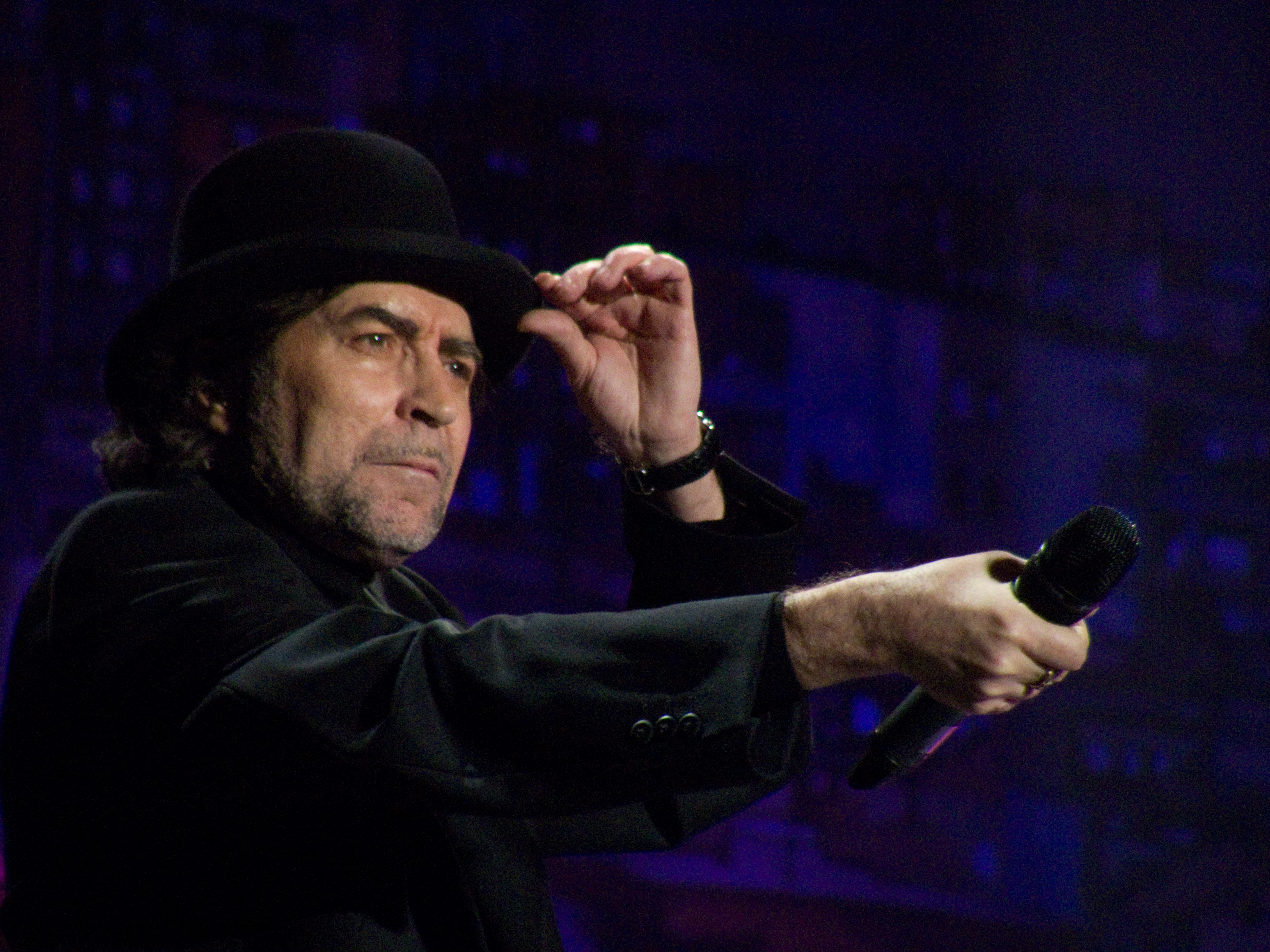
Joaquín Sabina in Madrid

Joaquín Sabina (Úbeda, 12 februari 1949) is een Spaans zanger, songwriter en dichter.
Sabina schreef zijn eerste gedichten op veertienjarige leeftijd. Vanwege zijn verzet tegen het regime van Francisco Franco verbleef hij vanaf 1970 zeven jaar in ballingschap in Londen. Na zijn terugkeer naar Spanje nam hij in 1978 zijn eerste album Inventario op. Joaquín Sabina's oeuvre omvat meer dan twintig albums, waarvan miljoenen exemplaren zijn verkocht. Hij schreef ook verschillende gedichtenbundels met als bekendste werk Ciento volando de catorce.
In 2001 kreeg Joaquín Sabina een beroerte. Na zijn fysieke herstel kampte hij met een langdurige depressie, waardoor hij vier jaar lang niet optrad. De laatste jaren werkte hij samen met zijn leeftijdsgenoot Joan Manuel Serrat.
De Nederlander Ramon Gieling maakte van hem een filmdocumentaire "19 días y 500 noches".

## Discografie
- Inventario (1978)
- Malas compañías (1980)
- La mandrágora (Javier Krahe, Joaquín Sabina & Alberto Pérez) (1981)
- Ruleta rusa (1984)
- Juez y parte (Joaquín Sabina y Viceversa) (1985)
- En directo (Joaquín Sabina y Viceversa) (1986)
- Hotel, dulce hotel (1987)
- El hombre del traje gris (1988)
- Mentiras piadosas (1990)
- Física y química (1992)
- Esta boca es mía (1994)
- Yo, mi, me, contigo (1996)
- Enemigos íntimos (Sabina y Fito Páez) (1998)
- 19 días y 500 noches (1999)
- Nos sobran los motivos (Sabina y Cia) (2000)
- Dímelo en la calle (2002)
- Diario de un peatón (2003)
- Alivio de luto (2005)
- Vinagre y rosas (2009)
- La Orquesta Del Titanic (2012)
- Lo niego todo (2017)

- Bibsys: 2132100
- Biblioteca Nacional de España: XX951881
- Bibliothèque nationale de France: cb16141172c (data)
- Catàleg d'autoritats de noms i títols de Catalunya: 981058521452206706
- Gemeinsame Normdatei: 123756782
- International Standard Name Identifier: 0000 0000 7140 6578
- Library of Congress Control Number: no98023105
- MusicBrainz: a992aada-7108-455d-9747-0b7b6a089e8d
- Nationale Bibliotheek van Tsjechië: pna2015886449
- Nationale Bibliotheek van Israël: 987008816739605171
- Réseau des bibliothèques de Suisse occidentale: 02-A024224715
- Istituto Centrale per il Catalogo Unico: LO1V184741
- Système universitaire de documentation: 074443372
- Virtual International Authority File: 26676986
- WorldCat: E39PBJh8PJKry3mfbwyFp7PPcP